# ATCvet kod QI
ATCvet code QI Imunološki preparati su sekcija sistema za anatomsko terapeutsko hemijsku klasifikaciju za veterinarske medicinske proizvode. Ovaj sistem alfanumeričkih kodova je razvio  za klasifikaciju lekova i drugih medicinskih proizvoda za veterinarsku upotrebu.
Nacionalna izdanja ATC klasifikacije mogu da obuhvataju dodatne kodove koji nisu prisutni na ovoj listi.